# جيمي جيويل
جيمي جيويل (بالإنجليزية: Jimmy Jewell)‏ هو متسلق جبال بريطاني، ولد في 1953 في ويلز الجنوبية ‏ في المملكة المتحدة، وتوفي في 31 أكتوبر 1987 في ترمدوق في المملكة المتحدة.